# Priscacara
Priscacara is een geslacht van uitgestorven beenvissen uit het Eoceen. Het wordt gekenmerkt door een zonnevisachtig lichaam en zijn stevige rug- en anale stekels. Het geslacht is het best bekend uit de Green River-formatie van Wyoming, Utah en Colorado. Massale sterfte van Priscacara duidt erop dat het scholen vormde.

## Beschrijving
Deze 15 cm lange baars had een hoog, ovaal lichaam met een waaiervormige staart. De lichaamsbescherming bestond uit dorsale en anale vinstekels. De vooruitstekende onderkaak was lichtjes naar boven gebogen. Beide kaken waren bezet met fijne tanden.

## Geschiedenis en classificatie
De typesoort is Priscacara serrata, beschreven op basis van het holotype exemplaar AMNH 2442. Er zijn twee soorten beschreven uit het noordwesten van Noord-Amerika. Hesse (1936) beschreef Priscacara campi van een enkel compleet fossiel gevonden in de Roslynformatie uit het Midden-Eoceen van centraal Washington. Een derde soort Priscacara aquilonia werd beschreven door Wilson (1977) uit de Horsefly schalie uit het Vroeg-Eoceen van British Columbia.
Een fylogenetisch overzicht van Priscacara door Whitock (2010) erkende slechts de twee soorten Priscacara serrata en Priscacara liops.
Cockerellites liops, holotype USNM 4044 was in Priscacara geplaatst als Cockerellites liops, maar wordt nu als een apart geslacht beschouwd. Cockerellites liops is de meest voorkomende Priscacara-soort in de lacustriene afzettingen van de Green River en op bepaalde locaties is het aantal Priscacara serrata meer dan 3:1. De twee soorten verschillen in het aantal rug- en anaalvinstralen en mogelijk ook in een grover gekartelde achterrand van de preopercle bij Priscacara serrata. Cockerellites liops heeft ook kleine conische tanden op de keelkaak, terwijl Priscacara serrata grote malende tandplaten heeft, wat wijst op een voedingspatroon van slakken en schaaldieren.

## Leefwijze
Deze vis zocht zijn voedsel, dat bestond uit slakken en kreeftachtigen, in zoetwaterstromen en -meren.

## Verspreiding
Fossielen van Priscacara komen vaak voor in de afzettingen uit het Eoceen van het Fossil Lake in het uiterste westen van Wyoming, maar zijn zeldzaam in de gelijktijdige afzettingen van Lake Gossiute in Wyoming en de afzettingen van Lake Uinta in Utah en Colorado. Het geslacht komt ook voor in de meerafzettingen uit het Midden-Eoceen van Washington en British Columbia.